# Gabriel Goity
Gabriel Eduardo Goity (Buenos Aires, 23 de octubre de 1960), conocido artísticamente como «El Puma» Goity, es un actor y comediante argentino.

## Primeros años
Nació en el Hospital Militar Central de Buenos Aires, y creció en la ciudad de El Palomar, en el partido-municipio de Morón, en la provincia de Buenos Aires. Sus abuelos, en particular, le inculcaron el amor hacia la actuación. Su abuelo lo llevaba a ver películas y obras de teatro.
Goity estaba indeciso acerca de lo que quería ser en la vida hasta 1977, cuando en Buenos Aires vio la obra Cyrano de Bergerac. Se sintió inspirado por el trabajo del actor Ernesto Blanco, y decidió tomar en serio la actuación. Ingresó en el prestigioso Conservatorio de Arte Dramático, de donde se graduaron algunos de los actores más famosos de Argentina.

## Trayectoria artística
Comenzó a actuar en cine poco después de graduarse en el conservatorio. Ha hecho muchas películas en Argentina, generalmente en papeles melancólicos. Sin embargo, durante las primeras etapas de su carrera actuó mucho más en obras de teatro. Admite que algunas de sus obras no han sido vistas con buenos ojos por los críticos de teatro. Así sucedió con una obra que protagonizó junto a Cristina Banegas. Fueron tan criticados, que los productores y elenco decidieron hacer una promoción burlona de la obra en los periódicos, anunciando que era la obra más criticada de Argentina. En el 2000, Goity apareció en el drama romántico Acrobacias del corazón.
A pesar de las muchas películas y obras de teatro que el humorista había hecho, alcanzó el estrellato en el 2004, cuando fue contratado por la empresa televisiva Telefé para interpretar el papel de «Emilio Uriarte» en la telenovela cómica Los Roldán. Allí hizo de un exitoso empresario de mediana edad que se enfrenta a una crisis matrimonial y se enamora de una travesti (aunque cree que es una mujer) llamada «Laisa Roldán» (interpretada por la transexual Florencia de la V), hermana del protagonista «Tito Roldán» (Miguel Ángel Rodríguez), el padre de la familia que se muda junto a la mansión de los Uriarte. En esa telenovela Goity compartió créditos con Claribel Medina y Lola Berthet, entre otros. Después de esa telenovela, el humorista comentó que —gracias al alcance de la ficción— «pasé de firmar un autógrafo por semana a firmar catorce autógrafos por día».
En 2016, protagonizó las obras de teatro: Adentro y Somos childfree.  Ese año es el antagonista del exitoso musical, Peter pan, todos podemos volar, donde comparte escenario con Fernando Dente, Natalie Pérez y Ángela Torres, dirigidos por el director Ariel del Mastro. En 2018 protagoniza junto a Carola Reyna, Muni Seligmann y Carlos Santamaría la obra Sin filtro, dirigidos por el director Marcos Carnevale.

## Televisión

### Programas
- 1992: Son de diez
- 1993: La Banda del Golden Rocket
- 1994: Este verano nos vamos a mojar (programa de TV), como El Puma.
- 1994: La marca del deseo
- 1995: Poliladron como un ladrón
- 1995/1996: Sorpresa y media (programa de entretenimiento).
- 1995: Matrimonios y algo más (programa cómico).
- 1996: Trucholandia (programa cómico).
- 1997: Especial Nochevieja 1997: Seguimos siendo la primera, presentador (como El Puma).
- 1997: Festa, como El Puma.
- 1997: Gala de la hispanidad 1997, como sí mismo (El Puma).
- 1998: La condena de Gabriel Doyle.
- 1998: La barra de la tele, como Miguelito.
- 2001 - 2002: Poné a Francella (programa cómico), varios personajes.
- 2016: Anexo:Bailando 2016, como el Capitán Garfio. Apertura / Participación especial.
- 2021: Showmatch: participación especial en sketch de Apertura.
- 2023: Bendita: participación como panelista
- 2024: ¿Quién es la máscara?: participación como concursante.

### Telenovelas
| Año       | Título                 | Personaje              | Canal      | Notas                    |
| --------- | ---------------------- | ---------------------- | ---------- | ------------------------ |
| 1997      | Señoras y señores      | Manuel                 | El Trece   |                          |
| 1998      | Casa natal             |                        | América    |                          |
| 1999      | Buenos vecinos         | Beto Marchese          | Telefe     | Nominado – Martín Fierro |
| 2003      | Femenino masculino     | Roberto                | Canal 9    | Ganador – Martín Fierro  |
| 2004      | Los Roldán             | Emilio Uriarte         | Telefe     | Ganador – Martín Fierro  |
| 2005      | Los Roldán             | Emilio Uriarte         | Canal 9    |                          |
| 2006      | Gladiadores de Pompeya | Mario Komanechi        | Canal 9    |                          |
| 2008-2009 | Atracción x4           | Hamlet Lacalle         | El Trece   | Nominado – Martín Fierro |
| 2011      | Sr. y Sra. Camas       | Nacho Camas            | TV Pública |                          |
| 2012-2013 | Sos mi hombre          | Oscar "Oso" Villar     | El Trece   |                          |
| 2014-2015 | Noche y día            | Francisco "Paco" Longo | El Trece   |                          |
| 2017      | Fanny, la fan          | Arturo Hansel          | Telefe     |                          |

### Miniseries y unitarios
| Año       | Título                                 | Personaje                 | Canal                    | Notas                                           |
| --------- | -------------------------------------- | ------------------------- | ------------------------ | ----------------------------------------------- |
| 1995-1996 | Poliladron                             | Chuli/Coki                | El Trece                 |                                                 |
| 2000      | Tiempo Final                           | Migueletes                | Telefe                   | Ep: «Secuestro» Nominado– Martín Fierro         |
| 2002      | Los simuladores                        | Jorge Torelli             | Telefe                   | Ep: «El pacto Copérnico» Ganador Martín Fierro  |
| 2002      | Infieles                               | Omar Ochoa                | Telefe                   | Ep: «Día del aniversario» Ganador Martín Fierro |
| 2006      | Mujeres asesinas                       | Pablo                     | El Trece                 | Ep: «Elena, protectora»                         |
| 2006      | Mujeres asesinas                       | Camilo                    | El Trece                 | Ep: «Olga, encargada»                           |
| 2006      | Mujeres asesinas                       | Luis                      | El Trece                 | Ep: «Silvia, celosa»                            |
| 2007      | Los cuentos de Fontanarrosa            | Olivetti                  | TV Pública               | Nominado– Martín Fierro                         |
| 2010      | Todos contra Juan 2                    | Cameo                     | Telefe                   | Nominado– Martín Fierro                         |
| 2010      | Para vestir santos                     | Marcos                    | El Trece                 | Nominado– Martín Fierro                         |
| 2010      | Sutiles diferencias                    | Hernán                    | El Trece                 | Programa especial de la Fundación Huésped       |
| 2011      | Recordando el show de Alejandro Molina | Vestuarista               | TV Pública               |                                                 |
| 2011      | Proyecto aluvión                       | Padre Bernardo            | Canal 9                  | Ep: «La quema de iglesias»                      |
| 2015      | Malicia                                | Daniel Parodi             | TV Pública               |                                                 |
| 2016-2018 | Psiconautas                            | Samuel "Gorsky" Gorsinsky | TBS Very Funny - Netflix |                                                 |
| 2016      | Si solo si                             | El Turco                  | TV Pública               |                                                 |
| 2021      | Entre hombres                          | Sargento Garmendia        | HBO                      |                                                 |
| 2022-2024 | El encargado                           | Matías Zambrano           | Star+                    |                                                 |
| 2023      | Viaje al centro de la Tierra           | Julio Verne               | Disney+                  |                                                 |
| 2023      | Prócer                                 | Julio Roca                | TV Pública               |                                                 |

## Obras de teatro
- Cyrano de Bergerac[3]

## Cine
| Año  | Título                                   | Personaje                      | Director                                |
| ---- | ---------------------------------------- | ------------------------------ | --------------------------------------- |
| 1992 | Sex humor (Video)                        |                                | Alejandro Cristian Fernández            |
| 1997 | Zunz (cortometraje)                      | -                              | Alejandro Angelini                      |
| 1997 | Los dueños de los ratones (cortometraje) | Maximilian Aue                 | Teresa Costantini                       |
| 1997 | Mar de amores                            | León                           | Víctor Dínenzon                         |
| 1998 | Secretos compartidos                     | Enrique Capobianco / Yiyo      | Alberto Lecchi                          |
| 1998 | Un argentino en New York                 | Farrier                        | Juan José Jusid                         |
| 1999 | Acrobacias del corazón                   | Jorge                          | Teresa Costantini                       |
| 1999 | Tesoro mío                               | Carlos Dietrich                | Sergio Bellotti                         |
| 2000 | Nueces para el amor                      | médico                         | Alberto Lecchi                          |
| 2001 | Déjala correr                            | cliente de antigüedades        | Alberto Lecchi                          |
| 2002 | SexHumor                                 |                                | Alejandro C. Fernández                  |
| 2003 | Sueños atómicos                          | -                              | Omar Quiroga                            |
| 2003 | El séptimo arcángel                      | Pastor                         | Juan Bautista Stagnaro                  |
| 2003 | Buena vida (Delivery)                    | Abogado                        | Leonardo Di Cesare                      |
| 2003 | Adiós, querida Luna                      | Comandante Humberto A. Delgado | Fernando Spiner                         |
| 2004 | Tremendo amanecer                        | Homero                         | Gustavo Postiglione                     |
| 2005 | Pajaritos                                | Pedro                          | Raúl Perrone                            |
| 2008 | Un novio para mi mujer                   | el "Cuervo" Flores             | Juan Taratuto                           |
| 2010 | Rompecabezas                             | Juan                           | Natalia Smirnoff                        |
| 2010 | Aballay                                  | Cura                           | Fernando Spiner                         |
| 2010 | Domingo de Ramos                         | Subcomisario                   | José Glusman                            |
| 2011 | El dedo                                  | Don Hidalgo                    | Sergio Teubal                           |
| 2012 | El vagoneta en el mundo del cine         | Él mismo                       | Maximiliano Gutiérrez                   |
| 2012 | Topos                                    | El director                    | Emiliano Romero                         |
| 2018 | La reina del miedo                       | Alberto                        | Valeria Bertuccelli y Fabiana Tiscornia |
| 2018 | Capitán Menganno                         | Oscar / Capitán Menganno       | Leandro Bartoletti                      |
| 2020 | La chancha                               | Miguel                         | Franco Verdoia                          |
| 2022 | En la mira                               | Figueroa Mont                  | Ricardo Hornos y Carlos Gil             |
| 2024 | Descansar en paz                         | Hugo Brenner                   | Sebastián Borensztein                   |
| 2025 | Casi familia                             | Suegro argentino               | Netflix                                 |

## Premios y nominaciones

### Premio Cóndor de Plata
| Año  | Categoría        | Trabajo nominado       | Resultado |
| ---- | ---------------- | ---------------------- | --------- |
| 1998 | Actor de reparto | Secretos compartidos   | Ganador   |
| 2008 | Actor de reparto | Un novio para mi mujer | Ganador   |
| 2021 | Actor de reparto | La Chancha             | Ganador   |

### Premio Konex
| Año  | Categoría           | Notas                     | Resultado |
| ---- | ------------------- | ------------------------- | --------- |
| 2001 | Actor de Televisión | Trayectoria última década | Ganador   |

### Premio Martín Fierro
| Año  | Categoría                                    | Trabajo nominado                       | Resultado |
| ---- | -------------------------------------------- | -------------------------------------- | --------- |
| 1997 | Mejor actor cómico                           | Trucholandia                           | Ganador   |
| 1999 | Actor de reparto                             | Buenos vecinos                         | Nominado  |
| 2000 | Actor de reparto                             | Buenos vecinos Tiempo final            | Nominado  |
| 2002 | Participación especial en ficción            | Infieles Los simuladores               | Ganador   |
| 2003 | Actor Protagonista de Comedia                | Femenino masculino                     | Ganador   |
| 2004 | Actor Protagonista de Comedia                | Los Roldán                             | Ganador   |
| 2007 | Actor Protagonista de Unitario y/o Miniserie | Cuentos de Fontanarrosa                | Nominado  |
| 2009 | Actor Protagonista de Comedia                | Atracción x4                           | Nominado  |
| 2010 | Participación especial en Ficción            | Para vestir santos Todos contra Juan 2 | Nominado  |
| 2011 | Mejor Actor - Telenovela o Comedia           | Sr. y Sra. Camas                       | Nominado  |

### Premio Martín Fierro de Teatro
| Año  | Categoría                       | Trabajo nominado | Resultado |
| ---- | ------------------------------- | ---------------- | --------- |
| 2025 | Mejor Actor Protagónico oficial | Cyrano           | Ganador   |
| 2025 | Martín Fierro de Oro            | Cyrano           | Ganador   |

### Premio Estrella de Mar
| Año  | Categoría              | Trabajo nominado | Resultado |
| ---- | ---------------------- | ---------------- | --------- |
| 2003 | Mejor Actor            | ¡Adentro!        | Ganador   |
| 2024 | Actor de drama         | Cyrano           | Ganador   |
| 2024 | Estrella de Mar de Oro | Cyrano           | Ganador   |

### Premio ACE
| Año       | Categoría                                        | Trabajo nominado  | Resultado |
| --------- | ------------------------------------------------ | ----------------- | --------- |
| 1996      | Mejor Espectáculo de Humor Grupal                | Humores que matan | Ganador   |
| 2018-2019 | Actor Protagónico en Drama y/o Comedia Dramática | Las Benévolas     | Nominado  |

### Premio Clarín
| Año  | Categoría                 | Resultado |
| ---- | ------------------------- | --------- |
| 2004 | Mejor Actor de Televisión | Ganador   |